# Vincent Boryla
Vincent Joseph Boryla (ur. 11 marca 1927 w East Chicago w stanie Indiana, zm. 27 marca 2016 w Denver) – amerykański koszykarz i trener pochodzenia polskiego. Były zawodnik NBA w latach (1949-1954) grał on na pozycji niskiego skrzydłowego w klubie New York Knicks. 

## Kariera
Pierwsze kroki w koszykówce stawiał w drużynach uniwersyteckich University of Notre Dame i University of Denver. Złoty medalista letnich igrzysk olimpijskich w Londynie. W pierwszej połowie lat pięćdziesiątych grał w zespole New York Knicks, a w latach 1956–1958 był trenerem tego zespołu. Po zakończeniu pracy trenera został managerem zespołu Denver Nuggets i Utah Jazz. W 1984 roku wycofał się z koszykówki.